# エリア・ミロセヴィッチ

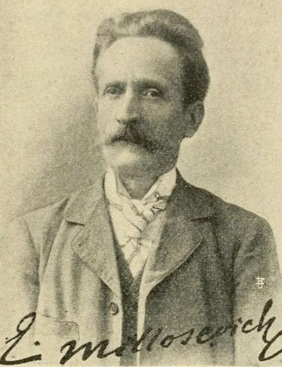
エリア・ミロセヴィッチ

エリア・ミロセヴィッチ（Elia Filippo Francesco Giuseppe Maria Millosevich、1848年9月5日 - 1919年12月5日）は、ヴェネツィアで生まれローマで亡くなったイタリアの天文学者である。
彼は彗星や小惑星の軌道計算の専門家で、特にエロスの軌道の計算で知られる。
彼はパドヴァ大学に入学し、最初の論文は1874年と1882年の金星の日面通過に関するものだった。この論文は注目を集め、彼はReale Istituto di Marina Mercantile a Veneziaの天文学の教授となった。1879年、彼はローマ学院天文台の台長代理となり、1902年から死去するまではピエトロ・タッキーニの後を継いで中央気象局の局長となった。
エロスの軌道の計算の研究に対して、1898年と1904年にイタリアのアッカデーミア・デイ・リンチェイから、また1911年にはフランスの科学アカデミーからも天文学賞を贈られた。彼は生涯で450以上の論文を出版し、多くの惑星や彗星の観察を行った。小惑星(69961) Millosevichは彼の名前にちなんでいる。